# Groupe B de la Ligue des champions masculine de l'EHF 2017-2018
Navigation
2016-2017 2018-2019
Cet article détaille les matchs du Groupe B de la phase de groupe de la Ligue des champions 2017- 2018 de handball organisée par la Fédération européenne de handball.
L'équipe terminant première sa poule est directement qualifiée pour les quarts de finale, les équipes classées de la 2e à la 6e place sont qualifiées pour les huitièmes de finale et les équipes classées aux 7e et 8e places sont éliminées.

## Classement final
| \| \| Équipe \| Pts \| J \| G \| N \| P \| Bp \| Bc \| Diff \| Dép \| \| - \| ---------------------- \| --- \| -- \| -- \| - \| -- \| --- \| --- \| ---- \| --- \| \| 1 \| Paris Saint-Germain \| 23 \| 14 \| 11 \| 1 \| 2 \| 424 \| 378 \| 46 \| / \| \| 2 \| Veszprém KSE \| 18 \| 14 \| 8 \| 2 \| 4 \| 407 \| 378 \| 29 \| +1 \| \| 3 \| SG Flensburg-Handewitt \| 18 \| 14 \| 7 \| 4 \| 3 \| 410 \| 391 \| 19 \| -1 \| \| 4 \| THW Kiel \| 16 \| 14 \| 7 \| 2 \| 5 \| 366 \| 361 \| 5 \| / \| \| 5 \| KS Kielce \| 15 \| 14 \| 6 \| 3 \| 5 \| 418 \| 408 \| 10 \| / \| \| 6 \| HC Meshkov Brest \| 10 \| 14 \| 4 \| 2 \| 8 \| 374 \| 406 \| -32 \| / \| \| 7 \| RK Celje \| 7 \| 14 \| 3 \| 1 \| 10 \| 398 \| 434 \| -36 \| / \| \| 8 \| Aalborg Håndbold \| 5 \| 14 \| 2 \| 1 \| 11 \| 364 \| 405 \| -41 \| / \| | Légende - Directement qualifié pour les quarts de finale - Qualifié pour les huitièmes de finale - Éliminé (7e et 8e place) - Source : Site de l'EHF - Remarque : Veszprém devance Flensburg à la différence de buts particulière (59-58) |     |    |    |   |    |     |     |      |     |
| | Équipe | Pts | J  | G  | N | P  | Bp  | Bc  | Diff | Dép |
| 1 | Paris Saint-Germain | 23  | 14 | 11 | 1 | 2  | 424 | 378 | 46   | /   |
| 2 | Veszprém KSE | 18  | 14 | 8  | 2 | 4  | 407 | 378 | 29   | +1  |
| 3 | SG Flensburg-Handewitt | 18  | 14 | 7  | 4 | 3  | 410 | 391 | 19   | -1  |
| 4 | THW Kiel | 16  | 14 | 7  | 2 | 5  | 366 | 361 | 5    | /   |
| 5 | KS Kielce | 15  | 14 | 6  | 3 | 5  | 418 | 408 | 10   | /   |
| 6 | HC Meshkov Brest | 10  | 14 | 4  | 2 | 8  | 374 | 406 | -32  | /   |
| 7 | RK Celje | 7   | 14 | 3  | 1 | 10 | 398 | 434 | -36  | /   |
| 8 | Aalborg Håndbold | 5   | 14 | 2  | 1 | 11 | 364 | 405 | -41  | /   |

## Détail des matchs

### Journée 1
| 16 septembre 2017 17h00 | HC Meshkov Brest | 28 – 25   | KS Kielce         | Universal Sports Complex Victoria, Brest Affluence : 2 800 Arbitrage : Pandžić, Mosorinski |
| 16 septembre 2017 17h00 | Trois joueurs 5  | (15 - 11) | Alex Dujshebaev 4 | Universal Sports Complex Victoria, Brest Affluence : 2 800 Arbitrage : Pandžić, Mosorinski |
| 16 septembre 2017 17h00 | ×3 ×1            | Rapport   | ×3 ×1             | Universal Sports Complex Victoria, Brest Affluence : 2 800 Arbitrage : Pandžić, Mosorinski |

| 16 septembre 2017 17h30 | RK Celje      | 31 – 37   | Veszprém KSE | Zlatorog Arena, Celje Affluence : 4 185 Arbitrage : Geipel, Helbig |
| 16 septembre 2017 17h30 | Žiga Mlakar 8 | (18 - 16) | Máté Lékai 9 | Zlatorog Arena, Celje Affluence : 4 185 Arbitrage : Geipel, Helbig |
| 16 septembre 2017 17h30 | ×2 ×3         | Rapport   | ×3 ×6        | Zlatorog Arena, Celje Affluence : 4 185 Arbitrage : Geipel, Helbig |

| 16 septembre 2017 17h30 | SG Flensburg-Handewitt | 30 – 27   | Aalborg Håndbold | Flens-Arena, Flensbourg Affluence : 3 670 Arbitrage : Pichon, Reveret |
| 16 septembre 2017 17h30 | Holger Glandorf 8      | (13 - 15) | Buster Juul 7    | Flens-Arena, Flensbourg Affluence : 3 670 Arbitrage : Pichon, Reveret |
| 16 septembre 2017 17h30 | ×3 ×6                  | Rapport   | ×2 ×4            | Flens-Arena, Flensbourg Affluence : 3 670 Arbitrage : Pichon, Reveret |

| 17 septembre 2017 17h15 | THW Kiel      | 22 – 25   | Paris Saint-Germain | Sparkassen-Arena, Kiel Affluence : 10 049 Arbitrage : Gubica, Milošević |
| 17 septembre 2017 17h15 | Marko Vujin 5 | (10 - 12) | Sander Sagosen 6    | Sparkassen-Arena, Kiel Affluence : 10 049 Arbitrage : Gubica, Milošević |
| 17 septembre 2017 17h15 | ×2 ×3         | Rapport   | ×3                  | Sparkassen-Arena, Kiel Affluence : 10 049 Arbitrage : Gubica, Milošević |

### Journée 2
| 23 septembre 2017 17h30 | Veszprém KSE | 28 – 27   | SG Flensburg-Handewitt | Veszprém Aréna, Veszprém Affluence : 5 019 Arbitrage : Nikolić, Stojković |
| 23 septembre 2017 17h30 | Máté Lékai 9 | (15 - 14) | Lasse Svan Hansen 5    | Veszprém Aréna, Veszprém Affluence : 5 019 Arbitrage : Nikolić, Stojković |
| 23 septembre 2017 17h30 | ×3 ×1        | Rapport   | ×3 ×4                  | Veszprém Aréna, Veszprém Affluence : 5 019 Arbitrage : Nikolić, Stojković |

| 24 septembre 2017 16h50 | Aalborg Håndbold   | 32 – 30   | RK Celje       | Gigantium, Aalborg Affluence : 3 357 Arbitrage : Brunner, Salah |
| 24 septembre 2017 16h50 | Patrick Wiesmach 8 | (15 - 13) | Žiga Mlakar 14 | Gigantium, Aalborg Affluence : 3 357 Arbitrage : Brunner, Salah |
| 24 septembre 2017 16h50 | ×2 ×3              | Rapport   | ×3 ×6 ×1       | Gigantium, Aalborg Affluence : 3 357 Arbitrage : Brunner, Salah |

| 24 septembre 2017 17h00 | Paris Saint-Germain | 32 – 28   | HC Meshkov Brest   | Stade Pierre-de-Coubertin, Paris Affluence : 1 900 Arbitrage : Pavićević, Ražnatović |
| 24 septembre 2017 17h00 | Uwe Gensheimer 7    | (15 - 14) | Rastko Stojković 4 | Stade Pierre-de-Coubertin, Paris Affluence : 1 900 Arbitrage : Pavićević, Ražnatović |
| 24 septembre 2017 17h00 | ×1                  | Rapport   | ×1 ×3              | Stade Pierre-de-Coubertin, Paris Affluence : 1 900 Arbitrage : Pavićević, Ražnatović |

| 24 septembre 2017 18h30 | KS Kielce        | 32 – 21   | THW Kiel      | Hala Legionów w Kielcach w Kielcach, Kielce Affluence : 4 000 Arbitrage : Dinu, Din |
| 24 septembre 2017 18h30 | Karol Bielecki 8 | (18 - 11) | Rune Dahmke 6 | Hala Legionów w Kielcach w Kielcach, Kielce Affluence : 4 000 Arbitrage : Dinu, Din |
| 24 septembre 2017 18h30 | ×3 ×4            | Rapport   | ×3            | Hala Legionów w Kielcach w Kielcach, Kielce Affluence : 4 000 Arbitrage : Dinu, Din |

### Journée 3
| 27 septembre 2017 18h30 | THW Kiel       | 27 – 26   | Aalborg Håndbold   | Sparkassen-Arena, Kiel Affluence : 8 900 Arbitrage : Lah, Sok |
| 27 septembre 2017 18h30 | Miha Zarabec 5 | (13 - 12) | Patrick Wiesmach 7 | Sparkassen-Arena, Kiel Affluence : 8 900 Arbitrage : Lah, Sok |
| 27 septembre 2017 18h30 | ×3 ×6          | Rapport   | ×2 ×5              | Sparkassen-Arena, Kiel Affluence : 8 900 Arbitrage : Lah, Sok |

| 30 septembre 2017 16h00 | HC Meshkov Brest | 26 – 29   | Veszprém KSE | Sportshall Victoria, Brest Affluence : 3 100 Arbitrage : Marin, Garcia Serradilla |
| 30 septembre 2017 16h00 | Petar Đorđić 7   | (12 - 14) | Máté Lékai 8 | Sportshall Victoria, Brest Affluence : 3 100 Arbitrage : Marin, Garcia Serradilla |
| 30 septembre 2017 16h00 | ×1 ×2            | Rapport   | ×2           | Sportshall Victoria, Brest Affluence : 3 100 Arbitrage : Marin, Garcia Serradilla |

| 30 septembre 2017 17h30 | SG Flensburg-Handewitt | 33 – 29   | Paris Saint-Germain | Flens-Arena, Flensburg Affluence : 5 500 Arbitrage : Horacek, Novotny |
| 30 septembre 2017 17h30 | Rasmus Lauge 11        | (13 - 14) | Uwe Gensheimer 9    | Flens-Arena, Flensburg Affluence : 5 500 Arbitrage : Horacek, Novotny |
| 30 septembre 2017 17h30 | ×1 ×4                  | Rapport   | ×2 ×4               | Flens-Arena, Flensburg Affluence : 5 500 Arbitrage : Horacek, Novotny |

| 30 septembre 2017 19h00 | RK Celje     | 31 – 27   | KS Kielce     | Zlatorog Arena, Celje Affluence : 3 000 Arbitrage : Kurtagic, Wetterwik |
| 30 septembre 2017 19h00 | Gal Marguč 7 | (16 - 12) | Darko Ðukić 6 | Zlatorog Arena, Celje Affluence : 3 000 Arbitrage : Kurtagic, Wetterwik |
| 30 septembre 2017 19h00 | ×4 ×7        | Rapport   | ×1 ×4         | Zlatorog Arena, Celje Affluence : 3 000 Arbitrage : Kurtagic, Wetterwik |

### Journée 4
| 8 octobre 2017 15h00 | KS Kielce        | 25 – 25   | SG Flensburg-Handewitt | Hala Legionów w Kielcach w Kielcach, Kielce Affluence : 4 018 Arbitrage : Gubica, Milosevic |
| 8 octobre 2017 15h00 | Karol Bielecki 6 | (10 - 10) | Marius Steinhauser 5   | Hala Legionów w Kielcach w Kielcach, Kielce Affluence : 4 018 Arbitrage : Gubica, Milosevic |
| 8 octobre 2017 15h00 | ×1 ×2            | Rapport   | ×3 ×4                  | Hala Legionów w Kielcach w Kielcach, Kielce Affluence : 4 018 Arbitrage : Gubica, Milosevic |

| 8 octobre 2017 16h50 | Aalborg Håndbold       | 20 – 23   | HC Meshkov Brest | Gigantium, Aalborg Affluence : 3 417 Arbitrage : Sondors, Licis |
| 8 octobre 2017 16h50 | Andreas Holst Jensen 4 | (11 - 10) | Petar Đorđić 7   | Gigantium, Aalborg Affluence : 3 417 Arbitrage : Sondors, Licis |
| 8 octobre 2017 16h50 | ×4 ×1                  | Rapport   | ×2 ×1            | Gigantium, Aalborg Affluence : 3 417 Arbitrage : Sondors, Licis |

| 8 octobre 2017 17h00 | Veszprém KSE | 26 – 24   | THW Kiel           | Veszprém Aréna, Veszprém Affluence : 5 019 Arbitrage : Zotin, Volodkov |
| 8 octobre 2017 17h00 | Momir Ilić 6 | (12 - 15) | Steffen Weinhold 8 | Veszprém Aréna, Veszprém Affluence : 5 019 Arbitrage : Zotin, Volodkov |
| 8 octobre 2017 17h00 | ×3           | Rapport   | ×3 ×1              | Veszprém Aréna, Veszprém Affluence : 5 019 Arbitrage : Zotin, Volodkov |

| 8 octobre 2017 17h00 | Paris Saint-Germain | 32 – 27   | RK Celje       | Stade Pierre-de-Coubertin, Paris Affluence : 2 700 Arbitrage : Santos, Fonseca |
| 8 octobre 2017 17h00 | 2 joueurs 7         | (18 - 14) | Žiga Mlakar 10 | Stade Pierre-de-Coubertin, Paris Affluence : 2 700 Arbitrage : Santos, Fonseca |
| 8 octobre 2017 17h00 | ×2 ×4               | Rapport   | ×3 ×4          | Stade Pierre-de-Coubertin, Paris Affluence : 2 700 Arbitrage : Santos, Fonseca |

### Journée 5
| 14 octobre 2017 19h00 | RK Celje     | 33 – 33   | HC Meshkov Brest     | Zlatorog Arena, Celje Affluence : 3 000 Arbitrage : Eliasson, Palsson |
| 14 octobre 2017 19h00 | Jaka Malus 7 | (18 - 15) | Dimitri Nikulenkau 7 | Zlatorog Arena, Celje Affluence : 3 000 Arbitrage : Eliasson, Palsson |
| 14 octobre 2017 19h00 | ×3 ×4        | Rapport   | ×3 ×5                | Zlatorog Arena, Celje Affluence : 3 000 Arbitrage : Eliasson, Palsson |

| 15 octobre 2017 16h50 | Aalborg Håndbold                 | 27 – 33   | Paris Saint-Germain | Gigantium, Aalborg Affluence : 5 020 Arbitrage : Diu, Din |
| 15 octobre 2017 16h50 | Buster Engelbrecht Juul-Lassen 9 | (11 - 18) | Uwe Gensheimer 5    | Gigantium, Aalborg Affluence : 5 020 Arbitrage : Diu, Din |
| 15 octobre 2017 16h50 | ×2 ×5                            | Rapport   | ×2 ×7               | Gigantium, Aalborg Affluence : 5 020 Arbitrage : Diu, Din |

| 15 octobre 2017 18h30 | THW Kiel      | 20 – 20 | SG Flensburg-Handewitt | Sparkassen-Arena, Kiel Affluence : 10 049 Arbitrage : Marin, Garcia Serradilla |
| 15 octobre 2017 18h30 | Marko Vujin 5 | (9 - 7) | 2 joueurs 4            | Sparkassen-Arena, Kiel Affluence : 10 049 Arbitrage : Marin, Garcia Serradilla |
| 15 octobre 2017 18h30 | ×3 ×4         | Rapport | ×2 ×3                  | Sparkassen-Arena, Kiel Affluence : 10 049 Arbitrage : Marin, Garcia Serradilla |

| 15 octobre 2017 19h00 | KS Kielce         | 32 – 32   | Veszprém KSE          | Hala Legionów w Kielcach w Kielcach, Kielce Affluence : 4 200 Arbitrage : Nikolov, Nachevski |
| 15 octobre 2017 19h00 | Alex Dujshebaev 7 | (16 - 15) | Kent Robin Tønnesen 6 | Hala Legionów w Kielcach w Kielcach, Kielce Affluence : 4 200 Arbitrage : Nikolov, Nachevski |
| 15 octobre 2017 19h00 | ×3 ×4             | Rapport   | ×3 ×5                 | Hala Legionów w Kielcach w Kielcach, Kielce Affluence : 4 200 Arbitrage : Nikolov, Nachevski |

### Journée 6
| 1er novembre 2017 18h30 | SG Flensburg-Handewitt | 33 – 28   | RK Celje         | Flens-Arena, Flensburg Affluence : 4 016 Arbitrage : Gjeding, Hansen |
| 1er novembre 2017 18h30 | Lasse Svan Hansen 7    | (16 - 15) | Branko Vujović 9 | Flens-Arena, Flensburg Affluence : 4 016 Arbitrage : Gjeding, Hansen |
| 1er novembre 2017 18h30 | ×2 ×4                  | Rapport   | ×1 ×4            | Flens-Arena, Flensburg Affluence : 4 016 Arbitrage : Gjeding, Hansen |

| 4 novembre 2017 17h30 | Veszprém KSE | 30 – 24   | Aalborg Håndbold    | Veszprém Aréna, Veszprém Affluence : 5 019 Arbitrage : Vesovic, Mitrovic |
| 4 novembre 2017 17h30 | Máté Lékai 7 | (16 - 10) | Simon Hald Jensen 6 | Veszprém Aréna, Veszprém Affluence : 5 019 Arbitrage : Vesovic, Mitrovic |
| 4 novembre 2017 17h30 | ×4 ×5 ×2     | Rapport   | ×3 ×4               | Veszprém Aréna, Veszprém Affluence : 5 019 Arbitrage : Vesovic, Mitrovic |

| 4 novembre 2017 18h30 | HC Meshkov Brest    | 24 – 25   | THW Kiel    | Sportshall Victoria, Brest Affluence : 3 450 Arbitrage : Mazeika, Gatelis |
| 4 novembre 2017 18h30 | Siarhei Shylovich 6 | (14 - 12) | 2 joueurs 6 | Sportshall Victoria, Brest Affluence : 3 450 Arbitrage : Mazeika, Gatelis |
| 4 novembre 2017 18h30 | ×3                  | Rapport   | ×3          | Sportshall Victoria, Brest Affluence : 3 450 Arbitrage : Mazeika, Gatelis |

| 5 novembre 2017 17h00 | Paris Saint-Germain | 33 – 28   | KS Kielce         | Stade Pierre-de-Coubertin, Paris Affluence : 2 837 Arbitrage : Raluy Lopez, Sabroso Ramirez |
| 5 novembre 2017 17h00 | Nedim Remili 7      | (18 - 16) | Alex Dujshebaev 5 | Stade Pierre-de-Coubertin, Paris Affluence : 2 837 Arbitrage : Raluy Lopez, Sabroso Ramirez |
| 5 novembre 2017 17h00 | ×3 ×1               | Rapport   | ×1 ×2             | Stade Pierre-de-Coubertin, Paris Affluence : 2 837 Arbitrage : Raluy Lopez, Sabroso Ramirez |

### Journée 7
| 11 novembre 2017 18h30 | HC Meshkov Brest   | 28 – 30   | SG Flensburg-Handewitt | Sportshall Victoria, Brest Affluence : 3 250 Arbitrage : Brunner, Salah |
| 11 novembre 2017 18h30 | Rastko Stojković 6 | (15 - 16) | Hampus Wanne 7         | Sportshall Victoria, Brest Affluence : 3 250 Arbitrage : Brunner, Salah |
| 11 novembre 2017 18h30 | ×3                 | Rapport   | ×3 ×2                  | Sportshall Victoria, Brest Affluence : 3 250 Arbitrage : Brunner, Salah |

| 12 novembre 2017 16h50 | Aalborg Håndbold      | 30 – 34   | KS Kielce   | Gigantium, Aalborg Affluence : 3 454 Arbitrage : Nikolic, Stojkovic |
| 12 novembre 2017 16h50 | Janus Daði Smárason 7 | (14 - 18) | 2 joueurs 5 | Gigantium, Aalborg Affluence : 3 454 Arbitrage : Nikolic, Stojkovic |
| 12 novembre 2017 16h50 | ×3 ×1                 | Rapport   | ×3          | Gigantium, Aalborg Affluence : 3 454 Arbitrage : Nikolic, Stojkovic |

| 12 novembre 2017 17h00 | Paris Saint-Germain | 33 – 28   | Veszprém KSE | Stade Pierre-de-Coubertin, Paris Affluence : 3 044 Arbitrage : Gjeding, Hansen |
| 12 novembre 2017 17h00 | Nikola Karabatic 8  | (19 - 14) | 2 joueurs 5  | Stade Pierre-de-Coubertin, Paris Affluence : 3 044 Arbitrage : Gjeding, Hansen |
| 12 novembre 2017 17h00 | ×2 ×7               | Rapport   | ×2 ×7        | Stade Pierre-de-Coubertin, Paris Affluence : 3 044 Arbitrage : Gjeding, Hansen |

| 12 novembre 2017 17h00 | THW Kiel        | 26 – 29   | RK Celje     | Sparkassen-Arena, Kiel Affluence : 8 700 Arbitrage : Horváth, Marton |
| 12 novembre 2017 17h00 | Niclas Ekberg 6 | (15 - 14) | Jaka Malus 8 | Sparkassen-Arena, Kiel Affluence : 8 700 Arbitrage : Horváth, Marton |
| 12 novembre 2017 17h00 | ×3 ×2           | Rapport   | ×2 ×5        | Sparkassen-Arena, Kiel Affluence : 8 700 Arbitrage : Horváth, Marton |

### Journée 8
| 18 novembre 2017 16h00 | KS Kielce        | 28 – 27   | Aalborg Håndbold      | Hala Legionów w Kielcach w Kielcach, Kielce Affluence : 4 000 Arbitrage : Mazeika, Gatelis |
| 18 novembre 2017 16h00 | Karol Bielecki 7 | (15 - 14) | Janus Daði Smárason 6 | Hala Legionów w Kielcach w Kielcach, Kielce Affluence : 4 000 Arbitrage : Mazeika, Gatelis |
| 18 novembre 2017 16h00 | ×2 ×1            | Rapport   | ×3 ×5                 | Hala Legionów w Kielcach w Kielcach, Kielce Affluence : 4 000 Arbitrage : Mazeika, Gatelis |

| 18 novembre 2017 17h30 | Veszprém KSE | 24 – 29   | Paris Saint-Germain | Veszprém Aréna, Veszprém Affluence : 5 019 Arbitrage : Sondors, Licis |
| 18 novembre 2017 17h30 | Máté Lékai 8 | (12 - 12) | Uwe Gensheimer 10   | Veszprém Aréna, Veszprém Affluence : 5 019 Arbitrage : Sondors, Licis |
| 18 novembre 2017 17h30 | ×3 ×4        | Rapport   | ×1                  | Veszprém Aréna, Veszprém Affluence : 5 019 Arbitrage : Sondors, Licis |

| 19 novembre 2017 17h00 | RK Celje    | 27 – 28   | THW Kiel        | Zlatorog Arena, Celje Affluence : 4 600 Arbitrage : Cacador, Nicolau |
| 19 novembre 2017 17h00 | 2 joueurs 5 | (14 - 15) | Niclas Ekberg 7 | Zlatorog Arena, Celje Affluence : 4 600 Arbitrage : Cacador, Nicolau |
| 19 novembre 2017 17h00 | ×3 ×4       | Rapport   | ×3 ×5           | Zlatorog Arena, Celje Affluence : 4 600 Arbitrage : Cacador, Nicolau |

| 19 novembre 2017 19h00 | SG Flensburg-Handewitt | 37 – 30   | HC Meshkov Brest        | Flens-Arena, Flensburg Affluence : 3 855 Arbitrage : Santos, Fonseca |
| 19 novembre 2017 19h00 | Holger Glandorf 9      | (20 - 13) | Alexander Shkurinskiy 6 | Flens-Arena, Flensburg Affluence : 3 855 Arbitrage : Santos, Fonseca |
| 19 novembre 2017 19h00 | ×2 ×6                  | Rapport   | ×2 ×4                   | Flens-Arena, Flensburg Affluence : 3 855 Arbitrage : Santos, Fonseca |

### Journée 9
| 25 novembre 2017 17h30 | THW Kiel          | 33 – 23   | HC Meshkov Brest | Sparkassen-Arena, Kiel Affluence : 9 000 Arbitrage : Nikolov, Nackevski |
| 25 novembre 2017 17h30 | Patrick Wiencek 7 | (15 - 10) | Artsiom Kulak 5  | Sparkassen-Arena, Kiel Affluence : 9 000 Arbitrage : Nikolov, Nackevski |
| 25 novembre 2017 17h30 | ×3 ×2             | Rapport   | ×3               | Sparkassen-Arena, Kiel Affluence : 9 000 Arbitrage : Nikolov, Nackevski |

| 26 novembre 2017 16h50 | Aalborg Håndbold       | 29 – 26   | Veszprém KSE | Gigantium, Aalborg Affluence : 3 267 Arbitrage : Gubica, Milosevic |
| 26 novembre 2017 16h50 | Andreas Holst Jensen 6 | (14 - 13) | Máté Lékai 6 | Gigantium, Aalborg Affluence : 3 267 Arbitrage : Gubica, Milosevic |
| 26 novembre 2017 16h50 | ×3                     | Rapport   | ×3 ×5        | Gigantium, Aalborg Affluence : 3 267 Arbitrage : Gubica, Milosevic |

| 26 novembre 2017 17h00 | RK Celje      | 27 – 30   | SG Flensburg-Handewitt | Zlatorog Arena, Celje Affluence : 3 350 Arbitrage : Dinu, Din |
| 26 novembre 2017 17h00 | Jan Jurecic 7 | (14 - 16) | 2 joueurs 6            | Zlatorog Arena, Celje Affluence : 3 350 Arbitrage : Dinu, Din |
| 26 novembre 2017 17h00 | ×3 ×4         | Raapport  | ×3 ×6                  | Zlatorog Arena, Celje Affluence : 3 350 Arbitrage : Dinu, Din |

| 26 novembre 2017 19h00 | KS Kielce   | 29 – 30   | Paris Saint-Germain | Hala Legionów w Kielcach w Kielcach, Kielce Affluence : 4 200 Arbitrage : Geipel, Helbig |
| 26 novembre 2017 19h00 | 2 joueurs 5 | (11 - 15) | Uwe Gensheimer 8    | Hala Legionów w Kielcach w Kielcach, Kielce Affluence : 4 200 Arbitrage : Geipel, Helbig |
| 26 novembre 2017 19h00 | ×1 ×6       | Rapport   | ×2 ×7 ×1            | Hala Legionów w Kielcach w Kielcach, Kielce Affluence : 4 200 Arbitrage : Geipel, Helbig |

### Journée 10
| 29 novembre 2017 19h30 | SG Flensburg-Handewitt | 30 – 33   | THW Kiel              | Flens-Arena, Flensburg Affluence : 6 000 Arbitrage : Nikolic, Stojkovic |
| 29 novembre 2017 19h30 | Hampus Wanne 7         | (15 - 16) | Christian Dissinger 7 | Flens-Arena, Flensburg Affluence : 6 000 Arbitrage : Nikolic, Stojkovic |
| 29 novembre 2017 19h30 | ×3 ×1                  | Rapport   | ×3 ×4                 | Flens-Arena, Flensburg Affluence : 6 000 Arbitrage : Nikolic, Stojkovic |

| 2 décembre 2017 17h15 | HC Meshkov Brest  | 29 – 24   | RK Celje            | Sportshall Victoria, Brest Affluence : 3 100 Arbitrage : Pichon, Reveret |
| 2 décembre 2017 17h15 | Dzianis Rutenka 4 | (15 - 14) | Daniel Dujshebaev 7 | Sportshall Victoria, Brest Affluence : 3 100 Arbitrage : Pichon, Reveret |
| 2 décembre 2017 17h15 | ×3 ×1             | Rapport   | ×2 ×4               | Sportshall Victoria, Brest Affluence : 3 100 Arbitrage : Pichon, Reveret |

| 2 décembre 2017 17h30 | Paris Saint-Germain | 31 – 28   | Aalborg Håndbold       | Stade Pierre-de-Coubertin, Paris Affluence : 2 740 Arbitrage : Baranowski, Lemanowicz |
| 2 décembre 2017 17h30 | Uwe Gensheimer 10   | (16 - 14) | Andreas Holst Jensen 9 | Stade Pierre-de-Coubertin, Paris Affluence : 2 740 Arbitrage : Baranowski, Lemanowicz |
| 2 décembre 2017 17h30 | ×3                  | Rapport   | ×4                     | Stade Pierre-de-Coubertin, Paris Affluence : 2 740 Arbitrage : Baranowski, Lemanowicz |

| 2 décembre 2017 18h00 | Veszprém KSE      | 31 – 26   | KS Kielce        | Veszprém Aréna, Veszprém Affluence : 5 080 Arbitrage : Horacek, Novotny |
| 2 décembre 2017 18h00 | Andreas Nilsson 8 | (15 - 15) | Michał Jurecki 9 | Veszprém Aréna, Veszprém Affluence : 5 080 Arbitrage : Horacek, Novotny |
| 2 décembre 2017 18h00 | ×2 ×7             | Rapport   | ×4               | Veszprém Aréna, Veszprém Affluence : 5 080 Arbitrage : Horacek, Novotny |

### Journée 11
| 7 février 2018 18h00 | HC Meshkov Brest | 23 – 23   | Aalborg Håndbold              | Sportshall Victoria, Brest Affluence : 3 150 Arbitrage : Baumgart, Wild |
| 7 février 2018 18h00 | Petar Đorđić 5   | (10 - 12) | Tobias Hansesgaard Ellebaek 5 | Sportshall Victoria, Brest Affluence : 3 150 Arbitrage : Baumgart, Wild |
| 7 février 2018 18h00 | ×3 ×2            | Rapport   | ×3                            | Sportshall Victoria, Brest Affluence : 3 150 Arbitrage : Baumgart, Wild |

| 7 février 2018 19h30 | THW Kiel    | 22 – 20  | Veszprém KSE | Sparkassen-Arena, Kiel Affluence : 9 500 Arbitrage : Brunovsky, Canda |
| 7 février 2018 19h30 | 2 joueurs 7 | (14 - 9) | Momir Ilić 5 | Sparkassen-Arena, Kiel Affluence : 9 500 Arbitrage : Brunovsky, Canda |
| 7 février 2018 19h30 | ×2 ×4       | Rapport  | ×3 ×4        | Sparkassen-Arena, Kiel Affluence : 9 500 Arbitrage : Brunovsky, Canda |

| 11 février 2018 17h00 | RK Celje          | 26 – 31   | Paris Saint-Germain | Zlatorog Arena, Celje Affluence : 5 600 Arbitrage : Marin, Garcia Serradilla |
| 11 février 2018 17h00 | Borut Mačkovšek 7 | (13 - 17) | Uwe Gensheimer 7    | Zlatorog Arena, Celje Affluence : 5 600 Arbitrage : Marin, Garcia Serradilla |
| 11 février 2018 17h00 | ×3 ×4             | Rapport   | ×3 ×6               | Zlatorog Arena, Celje Affluence : 5 600 Arbitrage : Marin, Garcia Serradilla |

| 11 février 2018 19h30 | SG Flensburg-Handewitt | 32 – 32   | KS Kielce        | Flens-Arena, Flensburg Affluence : 5 314 Arbitrage : Cacador, Nicolau |
| 11 février 2018 19h30 | Rasmus Lauge 9         | (17 - 21) | Michał Jurecki 8 | Flens-Arena, Flensburg Affluence : 5 314 Arbitrage : Cacador, Nicolau |
| 11 février 2018 19h30 | ×2 ×4                  | Rapport   | ×2               | Flens-Arena, Flensburg Affluence : 5 314 Arbitrage : Cacador, Nicolau |

### Journée 12
| 17 février 2018 16h00 | KS Kielce       | 37 - 31   | RK Celje    | Hala Legionów w Kielcach, Kielce Affluence : 4 100 Arbitrage : Brunner, Salah |
| 17 février 2018 16h00 | Manuel Štrlek 6 | (21 - 17) | Igor Anic 6 | Hala Legionów w Kielcach, Kielce Affluence : 4 100 Arbitrage : Brunner, Salah |
| 17 février 2018 16h00 | ×1 ×5           | Rapport   | ×2 ×5       | Hala Legionów w Kielcach, Kielce Affluence : 4 100 Arbitrage : Brunner, Salah |

| 17 février 2018 17h30 | Veszprém KSE | 34 - 22   | Meshkov Brest | Veszprém Aréna, Veszprém Affluence : 5 000 Arbitrage : Konjičanin, Konjičanin |
| 17 février 2018 17h30 | Momir Ilić 8 | (20 - 11) | 2 joueurs 3   | Veszprém Aréna, Veszprém Affluence : 5 000 Arbitrage : Konjičanin, Konjičanin |
| 17 février 2018 17h30 | ×2 ×4        | Rapport   | ×2 ×1         | Veszprém Aréna, Veszprém Affluence : 5 000 Arbitrage : Konjičanin, Konjičanin |

| 17 février 2018 17h30 | Paris Saint-Germain | 29 - 21   | Flensburg-Handewitt | Stade Pierre de Coubertin, Paris Affluence : 3 500 Arbitrage : Mažeika, Gatelis |
| 17 février 2018 17h30 | 2 joueurs 5         | (19 - 10) | 2 joueurs 6         | Stade Pierre de Coubertin, Paris Affluence : 3 500 Arbitrage : Mažeika, Gatelis |
| 17 février 2018 17h30 | ×3                  | Rapport   | ×2                  | Stade Pierre de Coubertin, Paris Affluence : 3 500 Arbitrage : Mažeika, Gatelis |

| 18 février 2018 16h50 | Aalborg Håndbold              | 20 - 27   | THW Kiel        | Gigantium, Aalborg Affluence : 3 874 Arbitrage : Pichon, Reveret |
| 18 février 2018 16h50 | Tobias Hansesgaard Ellebaek 7 | (11 - 15) | Niclas Ekberg 7 | Gigantium, Aalborg Affluence : 3 874 Arbitrage : Pichon, Reveret |
| 18 février 2018 16h50 | ×1                            | Rapport   | ×1 ×4           | Gigantium, Aalborg Affluence : 3 874 Arbitrage : Pichon, Reveret |

### Journée 13
| 24 février 2018 17h30 | THW Kiel          | 29 - 30   | KS Kielce        | Sparkassen-Arena, Kiel Affluence : 10 285 Arbitrage : Gubica, Milosevic |
| 24 février 2018 17h30 | Patrick Wiencek 8 | (17 - 16) | Michał Jurecki 6 | Sparkassen-Arena, Kiel Affluence : 10 285 Arbitrage : Gubica, Milosevic |
| 24 février 2018 17h30 | ×4 ×2             | Rapport   | ×2 ×3            | Sparkassen-Arena, Kiel Affluence : 10 285 Arbitrage : Gubica, Milosevic |

| 24 février 2018 18h30 | Meshkov Brest   | 29 - 28   | Paris Saint-Germain | Universal Sports Complex Victoria, Brest Affluence : 3 740 Arbitrage : Nikolov, Nackevski |
| 24 février 2018 18h30 | Petar Đorđić 10 | (19 - 13) | 3 joueurs 4         | Universal Sports Complex Victoria, Brest Affluence : 3 740 Arbitrage : Nikolov, Nackevski |
| 24 février 2018 18h30 | ×3 ×2           | Rapport   | ×3 ×1               | Universal Sports Complex Victoria, Brest Affluence : 3 740 Arbitrage : Nikolov, Nackevski |

| 24 février 2018 19h30 | RK Celje          | 32 - 28   | Aalborg Håndbold   | Zlatorog Arena, Celje Affluence : 2 370 Arbitrage : Pavicevic, Raznatovic |
| 24 février 2018 19h30 | Borut Mačkovšek 8 | (15 - 12) | Magnus Saugstrup 5 | Zlatorog Arena, Celje Affluence : 2 370 Arbitrage : Pavicevic, Raznatovic |
| 24 février 2018 19h30 | ×2 ×4             | Rapport   | ×3 ×5              | Zlatorog Arena, Celje Affluence : 2 370 Arbitrage : Pavicevic, Raznatovic |

| 25 février 2018 17h00 | Flensburg-Handewitt | 31 - 31   | Veszprém KSE | Flens-Arena, Flensbourg Affluence : 5 500 Arbitrage : Raluy Lopez, Sabroso Ramirez |
| 25 février 2018 17h00 | 3 joueurs 5         | (16 - 16) | 2 joueurs 5  | Flens-Arena, Flensbourg Affluence : 5 500 Arbitrage : Raluy Lopez, Sabroso Ramirez |
| 25 février 2018 17h00 | ×3                  | Rapport   | ×2 ×5 ×1     | Flens-Arena, Flensbourg Affluence : 5 500 Arbitrage : Raluy Lopez, Sabroso Ramirez |

### Journée 14
| 3 mars 2018 16h00 | KS Kielce         | 33 – 28 | Meshkov Brest       | Hala Legionów w Kielcach, Kielce Affluence : 4 060 Arbitrage : Marin, García |
| 3 mars 2018 16h00 | Alex Dujshebaev 6 | (20–17) | Siarhei Shylovich 6 | Hala Legionów w Kielcach, Kielce Affluence : 4 060 Arbitrage : Marin, García |
| 3 mars 2018 16h00 | ×2 ×4             | Rapport | ×2 ×4               | Hala Legionów w Kielcach, Kielce Affluence : 4 060 Arbitrage : Marin, García |

| 3 mars 2018 17h30 | Veszprém KSE | 29 – 22 | RK Celje     | Veszprém Aréna, Veszprém Affluence : 5 019 Arbitrage : Brkic, Jusufhodzic |
| 3 mars 2018 17h30 | Máté Lékai 6 | (13–11) | Jaka Malus 6 | Veszprém Aréna, Veszprém Affluence : 5 019 Arbitrage : Brkic, Jusufhodzic |
| 3 mars 2018 17h30 | ×3 ×5        | Rapport | ×3 ×1        | Veszprém Aréna, Veszprém Affluence : 5 019 Arbitrage : Brkic, Jusufhodzic |

| 4 mars 2018 16h50 | Aalborg Håndbold | 24 – 31 | Flensburg-Handewitt | Gigantium, Aalborg Affluence : 4 327 Arbitrage : Baďura, Ondogrecula |
| 4 mars 2018 16h50 | Martin Larsen 7  | (11–15) | Holger Glandorf 6   | Gigantium, Aalborg Affluence : 4 327 Arbitrage : Baďura, Ondogrecula |
| 4 mars 2018 16h50 | ×3               | Rapport | ×2 ×5               | Gigantium, Aalborg Affluence : 4 327 Arbitrage : Baďura, Ondogrecula |

| 4 mars 2018 19h00 | Paris Saint-Germain | 29 – 29 | THW Kiel       | Stade Pierre de Coubertin, Paris Affluence : 3 300 Arbitrage : Sondors, Līcis |
| 4 mars 2018 19h00 | Nedim Remili 5      | (16–11) | Marko Vujin 11 | Stade Pierre de Coubertin, Paris Affluence : 3 300 Arbitrage : Sondors, Līcis |
| 4 mars 2018 19h00 | ×3 ×7 ×1            | Rapport | ×2 ×7 ×1       | Stade Pierre de Coubertin, Paris Affluence : 3 300 Arbitrage : Sondors, Līcis |